# 평양 석암리 금제 띠고리
평양 석암리 금제 띠고리(平壤 石巖里 金製鉸具)란 금으로 만든 허리띠를 거는 고리이다. 그리고 1916년 평안남도 대동군 대동강면 석암리 제9호분에서 출토된 허리띠에 연결되어 있는 고리이다. 또한 평양 석암리 금제 띠고리는 1962년 12월 20일 대한민국의 국보 제 89호로 지정되었다.

## 개요
앞이 둥글고 뒤가 네모나게 되어 있으며, 안쪽에 이와 평행하게 휘어진 구멍을 만들었고 걸 수 있는 고리를 만들어 허리띠를 맬 수 있게 하였다. 틀을 만들어 그 위에 금판을 놓고 두드려 용의 윤곽을 만들고 금실과 금 알갱이로 큰 용 한 마리와 작은 용 여섯 마리를 만들었다. 가장자리는 금실을 꼬아서 둘렀고 안으로 일정한 넓이의 삼각형을 만들었다. 용과 용 사이에는 꽃잎 모양의 윤곽을 만들고 그 속에 비취옥을 끼워 넣었는데 현재 7개만이 남아있다.
용 일곱 마리의 장식은 금사(金絲)와 금알갱이를 이용하였는데, 이러한 기법을 누금(鏤金)이라고 한다. 장식은 일곱 마리 용이 주된 무늬이며, 중심부에 자리잡은 큰 용 1마리와 작은 용 6마리를 허리띠 연결 위에 자유스럽고도 율동적인 솜씨로 배치해 놓았다. 용과 용 사이의 남은 부분에는 작은 빗방울 모양의 금테두리를 만들고 그 안에 고운 비취옥을 넣었던 자취가 남아있으니, 현재 원 모양대로 있는 것은 7군데뿐이다. 금빛과 비취옥의 조화가 매우 아름답다.

## 갤러리

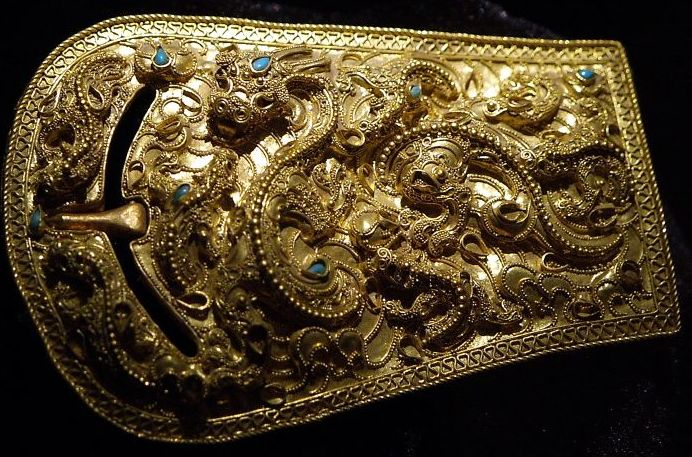